# Günther Schuh (Ingenieur)
Günther Schuh (* 19. November 1958 in Köln) ist ein deutscher Ingenieur und seit 2002 Inhaber des Lehrstuhls für Produktionssystematik an der RWTH Aachen. Weiterhin ist er Direktor des FIR – Forschungsinstitut für Rationalisierung e. V., Mitglied des Direktoriums des Werkzeugmaschinenlabors WZL der RWTH Aachen und des Fraunhofer-Institut für Produktionstechnologie (IPT). Er war Mitbegründer des Elektro-Fahrzeugherstellers Streetscooter, Gründer und bis 2021 Geschäftsführer des Elektro-Fahrzeugherstellers e.GO Mobile und CFO der 2018 für die Entwicklung des Silent Air Taxis gegründeten Firma e.SAT. Eine weitere Hochschulaufgabe liegt in der Geschäftsführung der RWTH Aachen Campus GmbH. Von 2008 bis 2012 war er Prorektor für Industrie und Wirtschaft der RWTH Aachen.

## Leben
Von 1978 bis 1985 studierte Günther Schuh Maschinenbau und Betriebswirtschaftslehre an der RWTH Aachen. 1988 erfolgte seine Promotion zum Doktor-Ingenieur ebenfalls an der RWTH Aachen. Seine Habilitation erlangte er in der Zeit von 1990 bis 1993 an der Universität St. Gallen (HSG) in der Schweiz.
Während seiner Promotionszeit arbeitete er zunächst als Wissenschaftlicher Mitarbeiter und ab 1988 als Oberingenieur am Laboratorium für Werkzeugmaschinen und Betriebslehre (WZL) der RWTH Aachen. Aus dieser Position heraus gründete er 1989 die GPS mbH in Herzogenrath und blieb bis 1996 deren Geschäftsführer. Danach wurde er mit der Schuh & Co. GmbH in Würselen in der Unternehmensberatung aktiv.
1990 wurde er vollamtlicher Dozent für Fertigungswirtschaft und Industriebetriebslehre an der Universität St. Gallen. Dies mündete 1993 in eine Professur für Betriebswirtschaftliches Produktionsmanagement an derselben Hochschule.
2002 erfolgte die Berufung nach Aachen auf die Professur für Produktionssystematik, in Nachfolge von Walter Eversheim, und zum Mitglied des Direktoriums des WZL und des IPT.
Im Juni 2010 gründete Schuh gemeinsam mit Achim Kampker die StreetScooter GmbH, eine privatwirtschaftlich organisierte Forschungsinitiative, die zusammen mit 80 mittelständischen Unternehmen und zahlreichen Forschungseinrichtungen das erste Elektrofahrzeug explizit für den Kurzstreckenverkehr entwickelt hat. Die Forschungsinitiative hat sich mittlerweile zu einem eigenständigen Unternehmen entwickelt.
Zur Landtagswahl in Nordrhein-Westfalen 2012 wurde Schuh vom CDU-Spitzenkandidaten Norbert Röttgen als Mitglied seines Schattenkabinetts aufgestellt. Nach der Wahlniederlage von Röttgen und Gesprächen im Rektorat der RWTH erklärte Günther Schuh seinen vorzeitigen Rücktritt als Prorektor für Industrie und Forschung der RWTH Aachen zum 30. November 2012.
Als Mitbegründer des Elektro-Fahrzeugherstellers Streetscooter und Geschäftsführer des Elektro-Fahrzeugherstellers e.GO Mobile versucht Schuh einen Entwurf der emissionsfreien Mobilität zu realisieren, der sich deutlich von den Ansätzen der Automobilindustrie unterscheidet.
Schuh war Mitglied des Präsidiums der Deutschen Akademie der Technikwissenschaften acatech.
Er ist liiert und privat Hobbyflieger einer Cirrus SR22.

## Ehrungen (Auswahl)
- 1991: Otto-Kienzle-Gedenkmünze der Wissenschaftlichen Gesellschaft für Produktionstechnik[5]
- 2018: Ehrenplakette der Industrie- und Handelskammer Aachen
- 2019: Nicolaus August Otto Award der Deutz AG

## Publikationen

### Als Autor
- Produktkomplexität managen : Strategien – Methoden – Tools. München: Carl Hanser 2014. ISBN 978-3-446-44354-9 (1. Aufl. 2001)
- Business engineering : Managementgrundlagen für Ingenieure. Aachen: Apprimus-Verlag 2013. ISBN 978-3-86359-042-0
- Chefsache Komplexität : Navigation für Führungskräfte. Zusammen mit Stephan Krumm und Wolfgang Amann. Wiesbaden: Springer Gabler 2013. ISBN 978-3-658-01613-5
- Beschaffungslogistik im Maschinen- und Anlagenbau. Zusammen mit Achim Kampker, Claus Narr, Thomas Jasinski, Stefan Sander und Claudia Vogel. Aachen: Apprimus 2009. ISBN 978-3-940565-36-5
- Zukunftsperspektive des deutschen Maschinenbaus: Expertise für die Hans-Böckler-Stiftung. Zusammen mit Achim Kampker, Till Potente und Thomas Jasinski. Aachen: Apprimus 2012. ISBN 978-3-86359-155-7
- Lean Innovation. Berlin/Heidelberg: Springer Vieweg 2013. ISBN 978-3-540-76915-6
- Erfolg durch Zusammenarbeit – Kooperationen im Werkzeugbau. mit Fritz Klocke und Carsten Schleyer. Aachen: WZL 2008; ISBN 978-3-926690-14-2
- Kooperationsmanagement : systematische Vorbereitung, gezielter Auf- und Ausbau, entscheidende Erfolgsfaktoren mit Thomas Friedli und Michael A. Kurr. München, Wien: Hanser 2005; ISBN 3-446-40036-2
- Fit for service : Industrie als Dienstleister. Mit Thomas Friedli und Heiko Gebauer. München, Wien: Hanser 2004; ISBN 3-446-22665-6
- Change-Management : von der Strategie zur Umsetzung Aachen: Shaker Verlag 1999 (2. Aufl.). ISBN 3-8265-5797-2

### Herausgeberschriften
- Enterprise-Integration : auf dem Weg zum kollaborativen Unternehmen. Zusammen mit Volker Stich. Berlin/Heidelberg: Springer Vieweg 2014. ISBN 978-3-642-41890-7
- 11. Aachener Management Tage – Return on Engineering. Zusammen mit Achim Kampker und Volker Stich. Aachen: Apprimus 2015. ISBN 978-3-86359-301-8
- Strategie und Management produzierender Unternehmen: Handbuch Produktion und Management 1 (VDI-Buch). Zusammen mit Achim Kampker. Berlin/Heidelberg: Springer 2010. ISBN 978-3-642-14501-8
- Verfügbarkeitsorientierte Instandhaltung – Stellhebel zur Steigerung der Verfügbarkeit in produzierenden Unternehmen (Verstand). Zusammen mit Achim Kampker und Romeo Odak. Aachen: Apprimus 2009. ISBN 978-3-940565-98-3
- Smart Wheels : mobil im Internet der Energie. Zusammen mit Volker Stich. Aachen: FIR 2013. ISBN 978-3-943024-16-6
- WInD – wandlungsfähige Produktionssysteme durch integrierte IT-Strukturen und dezentrale Produktionsplanung und -regelung. Zusammen mit Volker Stich. Aachen: FIR 2013. ISBN 978-3-943024-13-5